# Майкл К. Маронна
Майкл С. Маронна (англ. Michael C. Maronna, 27 вересня 1977) — американський актор, який зіграв у кількох популярних телевізійних серіалах і фільмах. Найбільш відомий він завдяки ролі старшого брата «Великого Піта» Вріглі у культовому серіалі «Пригоди Піта і Піта», який виходив на телеканалі Nickelodeon у 1990-х роках. Ця роль принесла йому популярність серед підлітків того часу і забезпечила значну аудиторію прихильників серіалу.
Крім того, Маронна відомий роллю Джеффа МакКалістера, старшого брата головного героя Кевіна, у різдвяній комедії «Сам удома» (1990) і її продовженні «Сам удома 2: Загублений у Нью-Йорку» (1992).
Попри успіх у дитинстві, після завершення роботи в «Пригодах Піта і Піта» Маронна вирішив переключитися на іншу сторону кіноіндустрії. Згодом він працював освітлювачем на знімальному майданчику. Майкл продовжує залишатися активним у сфері кіно й телебачення, хоч тепер його робота здебільшого відбувається поза камерою.

## Раннє життя
Майкл Маронна народився в Брукліні, Нью-Йорк, у родині пожежника та шкільної консультантки. Його походження різноманітне: батько мав італійське коріння, а в родині матері були ірландські та голландські предки. Маронна виріс у великій родині та став першим онуком, а також старшим братом для свого молодшого брата та сестри.
Підліткові роки Майкла пройшли в Нью-Йорку, де він навчався у престижній школі Hunter College High School, відомій своєю академічною підготовкою та конкурсним вступом. Зацікавившись мистецтвом і кінематографом, він згодом вступив до Державного університету Нью-Йорка в коледжі Перчейз, де навчався на факультеті документального та неігрового кіно. Цей вибір відображав його бажання досліджувати реальні історії та працювати в кіноіндустрії за межами традиційних ігрових фільмів.

## Кар'єра
Майкл Маронна вперше з'явився на екрані у дуже ранньому віці — він взяв участь у рекламному ролику для компанії Scott Paper, яка виробляє побутові паперові вироби. Свою першу значущу роль він отримав у дитячому серіалі Nickelodeon «Пригоди Піта і Піта», де з 1989 по 1996 рік грав старшого брата Піта Вріглі. Серіал став культовим для молодіжної аудиторії і популяризував образ Маронни як кмітливого підлітка.

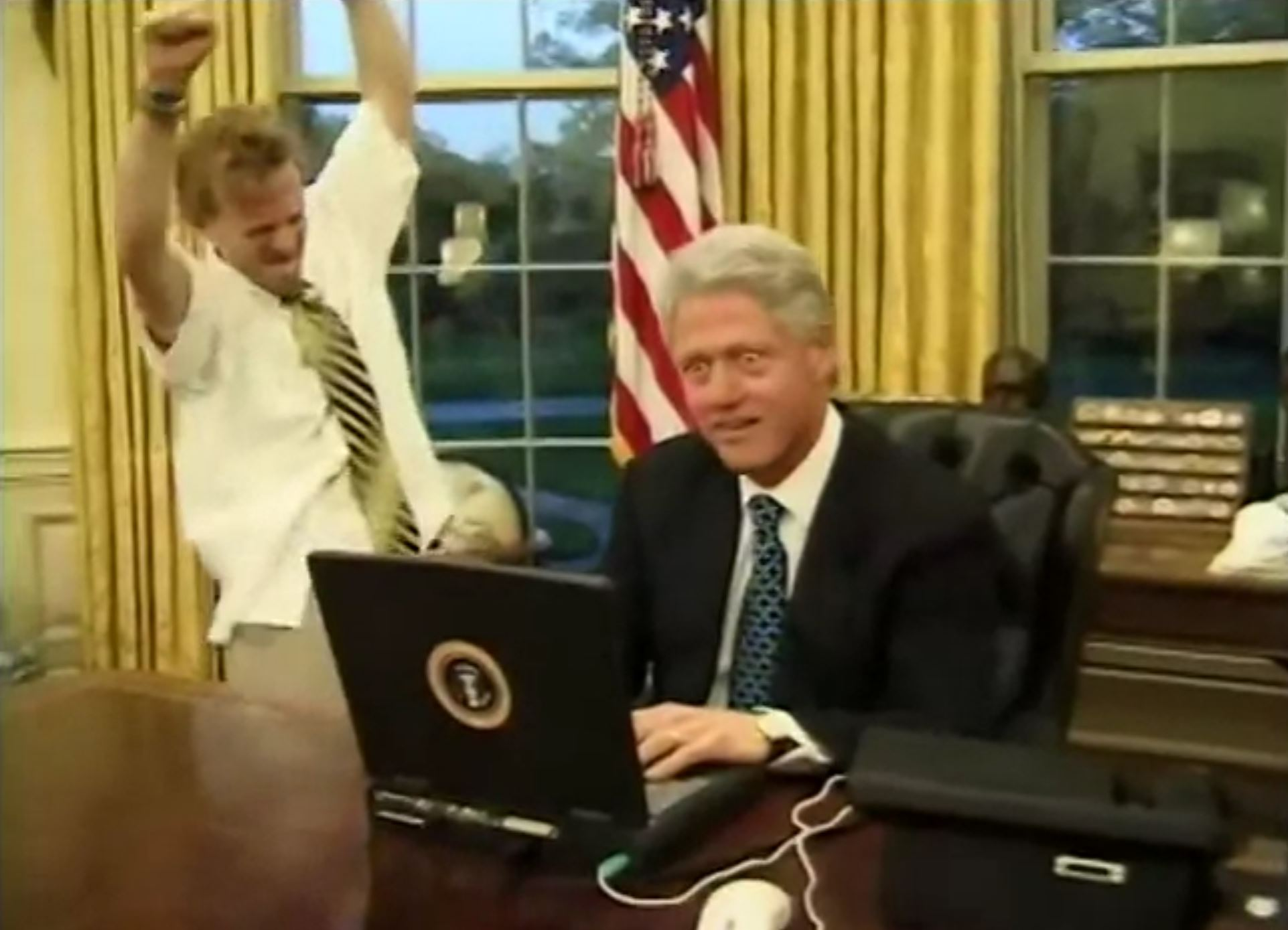
Маронна і Білл Клінтон у фільмі «Останні дні»

Ще одним відомим моментом у кар'єрі Майкла стала роль Джеффа МакКалістера, старшого брата Кевіна у фільмі «Сам удома» (1990) та його продовженні «Сам удома 2: Загублений в Нью-Йорку» (1992). У першій стрічці його репліка «Кевіне, ти справжня хвороба!» стала дуже популярною і залишилася впізнаваною серед шанувальників фільму. Він також з'явився у ролі підлітка-вбивці в епізоді серіалу «Закон і порядок».
У 1999 році Маронна знявся у серії реклам для TD Ameritrade, де виконав роль Стюарта — безініціативного працівника, який з ентузіазмом допомагає своєму некомпетентному босу розібратися з інтернетом. Популярність цих роликів призвела до того, що Маронна знову зіграв Стюарта у спеціальному комедійному кліпі разом із тодішнім президентом США Біллом Клінтоном, показаному на вечері Кореспондентської асоціації Білого дому у 2000 році.
На початку 2000-х років Маронна знявся у фільмах «Чуваки» та «40 днів і 40 ночей», а також у серіалах «Секс і місто» і комедії «Перемотка». Він з'явився в музичних кліпах, зокрема в кліпі на пісню «Whose Authority» гурту *Nada Surf* та «All My Friends» гурту *The XYZ Affair*.
Останні акторські проєкти Маронни датуються 2013 роком, після чого він зосередився на роботі освітлювача у фільмах і на телебаченні, працюючи на знімальних майданчиках у Нью-Йорку. Він також є співведучим подкасту «The Adventures of Danny and Mike», де виступає разом із Денні Тамбереллі, своїм колегою по серіалу «Пригоди Піта і Піта». Після тривалої перерви Маронна повернувся до акторства у 2020-х роках.

## Фільмографія

### Кіно
| Рік  | Назва                               | Оригінальна назва              | Роль              |
| ---- | ----------------------------------- | ------------------------------ | ----------------- |
| 1990 | Сам удома                           | Home Alone                     | Джефф МакКалістер |
| 1992 | Сам удома 2: Загублений в Нью-Йорку | Home Alone 2: Lost in New York | Джефф МакКалістер |
| 2000 | Вичерпано                           | Expired                        | Тревор            |
| 2000 | Останні дні                         | The Final Days                 | Стюарт            |
| 2002 | Перемотка                           | Slackers                       | Джефф Девіс       |
| 2002 | 40 днів і 40 ночей                  | 40 Days and 40 Nights          | Бубличний хлопець |
| 2003 | Що знайшла Аліса                    | What Alice Found               | Хлопець Аліси     |
| 2004 | Чоловіки без роботи                 | Men Without Jobs               | Людина-Ел         |
| 2010 | На межі                             | On Edge                        | Агент ФБР         |
| 2024 | Я бачив, як світиться телевізор     | I Saw the TV Glow              | Сусід № 1         |

### Телебачення
| Рік       | Назва                                                     | Оригінальна назва                                         | Роль              |
| --------- | --------------------------------------------------------- | --------------------------------------------------------- | ----------------- |
| 1989–1996 | Пригоди Піта і Піта                                       | The Adventures of Pete & Pete                             | Великий Піт Ріглі |
| 1994      | Новорічна акція у Вайнервілі: Загублені у Великому яблуці | The Weinerville New Year's Special: Lost in the Big Apple | Роль не вказана   |
| 1997      | Закон і порядок                                           | Law & Order                                               | Дейл Кершоу       |
| 2003      | Дівчата Гілмор                                            | Gilmore Girls                                             | Леон              |
| 2004      | Погане яблуко                                             | Bad Apple                                                 | Відеооператор     |